# Dehenna Davison
Dehenna Sheridan Davison ( /d i Ɛ n ə / ) (née le 27 juillet 1993) est une femme politique du Parti conservateur qui est députée pour Bishop Auckland de 2019 à 2024. Elle est la première conservatrice à représenter la circonscription depuis sa création en 1885. Le siège était auparavant tenu par un député du Parti travailliste depuis 1935.

## Jeunesse
Dehenna Sheridan Davison est née à Sheffield, dans le Yorkshire du Sud, en Angleterre, où elle grandit dans un logement social. Son père est tailleur de pierre et sa mère infirmière en crèche. Davison fait ses études à la Sheffield High School indépendante, grâce à une bourse. À l'âge de 13 ans, son père est agressé et tué, son agresseur étant emprisonné pour homicide involontaire coupable. Trois ans plus tard, elle représente la famille devant un tribunal d'indemnisation des victimes d'actes criminels. Elle explique que l'expérience a stimulé son intérêt pour la politique.
Davison étudie la politique britannique et les études législatives à l'Université de Hull. Pendant son séjour à l'université, elle passe un an à travailler comme assistante parlementaire pour Jacob Rees-Mogg, le député du North East Somerset,. Davison est également une déléguée de l'Union nationale des étudiants (NUS) et joue pour l'équipe de crosse de l'université,. Elle mène une campagne pour désaffilier le syndicat étudiant de l'université de la NUS en 2016,. La même année, Davison est la candidate conservatrice pour le quartier Kings Park aux élections du conseil municipal de Hull, où elle termine dernière. En 2018, elle se présente à nouveau au conseil municipal de Hull, et elle termine cinquième dans le quartier de Kingswood. À la fin de l'adolescence et au début de la vingtaine, elle occupe divers emplois, notamment chez un détaillant de jeux vidéo, un casino, un bookmaker et une succursale de Pizza Hut,,.

## Carrière parlementaire

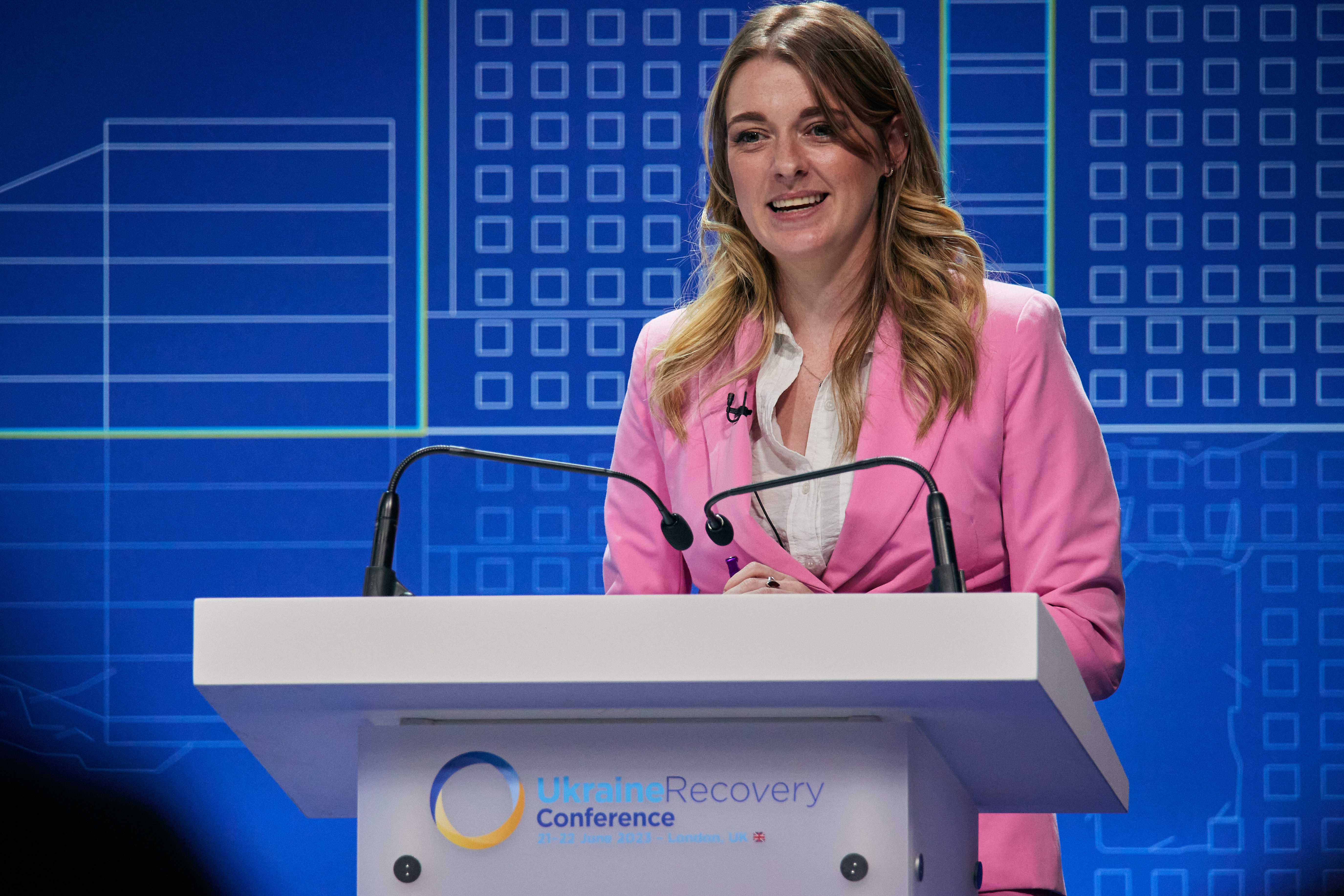
Davison à la conférence sur le redressement de l'Ukraine, 2023.

Davison est choisie comme candidate conservatrice pour la circonscription de Kingston upon Hull North aux élections générales de 2015. Elle termine troisième derrière les candidats du Parti travailliste et du Parti pour l'indépendance du Royaume-Uni. Davison soutient le Brexit lors du référendum en 2016. Elle se présente à Sedgefield aux élections générales de 2017, où elle termine deuxième derrière le candidat travailliste,.
Elle est élue comme députée de Bishop Auckland en 2019, avec une majorité de 7 962 voix (17,8%). Davison est la première députée conservatrice de la circonscription depuis sa création en 1885. Le siège était occupé par un député travailliste depuis 1935,. Sa campagne s'est concentrée sur les promesses sur le Brexit et sur la réouverture du service des urgences de l'hôpital Bishop Auckland qui a été fermé en 2009. Avant de devenir députée, Davison est analyste en recherche et développement pour LUMO, une entreprise qui conseille les entreprises sur les crédits d'impôt.
Elle prononce son premier discours le 16 janvier 2020. Davison soutient l'abandon du projet de chemin de fer à grande vitesse HS2 et le réinvestissement de l'argent dans des programmes de transport locaux .
Davison est membre de la commission restreinte des affaires intérieures depuis mars 2020. Elle est également membre de l'European Research Group et du comité directeur du China Research Group  au conseil d'administration des Blue Collar Conservateurs. Depuis avril 2021, Davison copréside également avec Greg Smith le Free Market Forum, un groupe de députés conservateurs qui militent pour le Libéralisme classique. Le groupe est affilié au groupe de réflexion de droite, l'Institut des affaires économiques,.

## Vie privée
Davison épouse John Fareham, un conseiller conservateur du conseil municipal de Hull en 2018 . Il a 35 ans de plus qu'elle. Ils sont apparus ensemble dans la série documentaire Bride and Prejudice de Channel 4, qui montre leur mariage au Guildhall de Kingston upon Hull. Ils se séparent avant les élections générales de 2019. Elle vit dans le village de Coundon dans le comté de Durham.
En 2021 elle fait un coming out bisexuel, devenant la première «tory» à le faire.